# Sanford I. Weill
Sanford I. „Sandy“ Weill (* 16. März 1933 im New Yorker Stadtteil Brooklyn) ist der ehemalige Aufsichtsratsvorsitzende und Gründer der Citigroup.

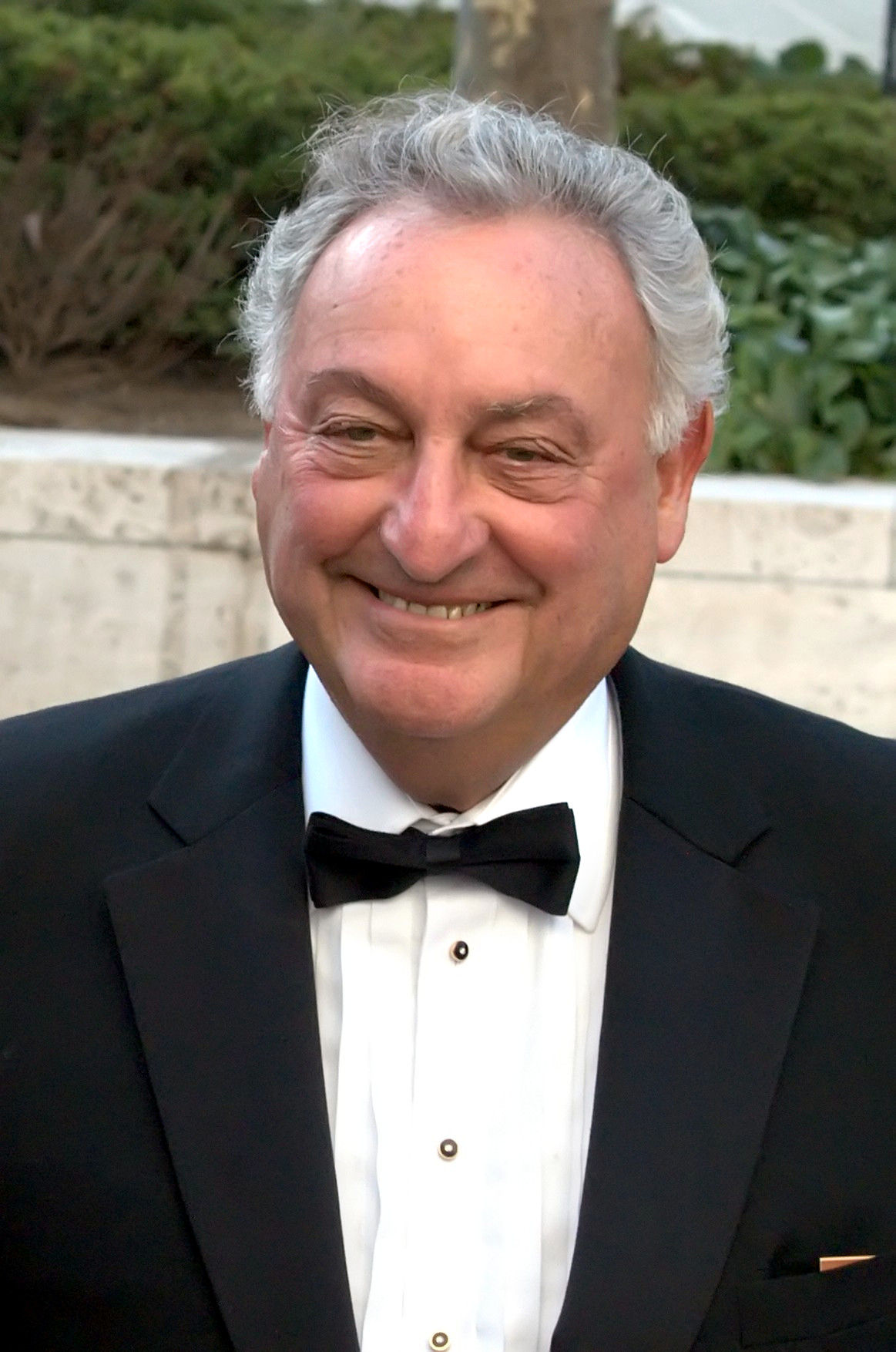
Sandy Weill (2009)

## Leben
Er ist der Sohn von Max Weill und Etta Kalika, die als jüdische Einwanderer aus Polen kamen. Am 20. Juni 1955 heiratete Sandy Weill Joan Mosher, mit der er zwei Kinder hat. Das Paar lebt in Greenwich, Connecticut. Die beiden haben zwei Kinder (Marc Weill, Jessica Weill Bibliowicz) und vier Enkel.
Seine Karriere galt 1985 bereits als beendet, als er im Streit bei Amexco ausschied. Doch Sandy Weill kaufte 1986 82 Prozent der damals vor dem Aus stehenden Verbraucherkreditbank Commercial Credit von Control Data. Es gelang ihm, die Commercial Credit zu sanieren, und dann durch Übernahmen immer weiter zu wachsen. Einen entscheidenden Wendepunkt markiert die von ihm initiierte Fusion der Citicorp mit der von Weill geleiteten Travelers Group. Damit wurde mit der Citigroup der auch heute noch größte Finanzdienstleister der Welt geschaffen.
Als Gründer der Citigroup ist Sandy Weill einer der einflussreichsten Männer der Finanzwelt; im Jahr 2000 wurde sein Jahresgehalt (inkl. Aktienoptionen und Bonuszahlungen) vom Forbes Magazine auf mehr als 200 Mio. US-Dollar geschätzt.
Auf wesentliches Betreiben von Weill wurde der Glass-Steagall Act während der Präsidentschaft von Bill Clinton abgeschafft.
Nach der Finanzkrise 2008 nahm ihn das Time Magazine in die Liste der 25 Menschen auf, die am stärksten für die Krise verantwortlich waren. 2012 wurde Weill in die American Academy of Arts and Sciences gewählt.

## Wohltätigkeit
1998 organisierte Weill eine Spendenaktion, die insgesamt 400 Mio. US-$ aufbrachte, zugunsten des Cornell University Medical College in Manhattan New York City. Von dem Gesamtbetrag brachten er und seine Frau Joan 250 Mio. US-$ auf. Das College wurde 1998 in Weill Medical College of Cornell University umbenannt.